# Kentrocapros rosapinto
Kentrocapros rosapinto es una especie de peces de la familia Aracanidae en el orden de los Tetraodontiformes.

## Morfología
Los machos pueden llegar alcanzar los 14,3 cm de longitud total y las   hembras9,1.

## Hábitat
Es un pez de mar  y de clima tropical  que vive entre 125-250 m de profundidad.

## Distribución geográfica
Se encuentra al oeste del Océano Índico, incluyendo las islas Maldivas.

## Observaciones
Es inofensivo para los humanos.